# Ruanda (Mbeya CC)
Ruanda ist ein Verwaltungsbezirk (Ward) des Distrikts Mbeya (CC) in der tansanischen Region Mbeya.

## Geografie
Ruanda ist ein Stadtteil im Zentrum der Regionshauptstadt Mbeya. Die Grenze im Süden bildet die Nationalstraße T1, im Norden der Fluss Janga. Die Fläche des Bezirks beträgt 1,4 Quadratkilometer und bei der Volkszählung 2022 lebten hier 18.626 Menschen in 6126 Haushalten.

## Gliederung
Der Bezirk besteht aus elf Stadtteilen (Mtaa):
- Soko
- Ilolo
- Mkombozi
- Kati
- Kabwe
- Makunguru
- Soweto
- Benki
- Mwenge
- Wakulima
- Mtoni

## Wirtschaft und Infrastruktur
- Bildung: Das christliche Shukrani Training College bietet betriebswirtschaftliche Ausbildungen an.[6] Die Inhanga Secondary School bildet Jugendliche bis zur 6. Stufe aus.[7]
- Gesundheit: Im Bezirk befinden sich das private Krankenhaus Baptist hospital,[8] die Klinik für Optometrie Kabwe Kliniki ya macho,[9] das öffentliche Gesundheitszentrum Mwanjelwa Clinic[10] sowie zwei staatliche Apotheken.[11][12]